# رون ويليس (لاعب كرة قاعدة)
رون ويليس (بالإنجليزية: Ron Willis)‏ هو لاعب كرة قاعدة أمريكي، ولد في 12 يوليو 1943، وتوفي في 21 نوفمبر 1977 في ممفيس في الولايات المتحدة.

## وصلات خارجية
- رون ويليس على موقع دوري كرة القاعدة الرئيسي (الإنجليزية)
- رون ويليس على موقعبيزبول رفرنس.كوم (الدوري الرئيسي) (الإنجليزية)
- رون ويليس على موقعبيزبول رفرنس.كوم (الدوري الثانوي) (الإنجليزية)
- رون ويليس على موقع إي إس بي إن.كوم (أم.أل.بي) (الإنجليزية)